# Bombycilaena
Genre
Classification APG II (2003)
Bombycilaena est un genre de plantes à fleurs annuelles de la famille des Asteraceae, ne comprenant que deux espèces originaire d'Europe et des rives de la Méditerranée, Bombycilaena discolor et Bombycilaena erecta. 

## Liste des espèces
Selon Tropicos (14 novembre 2020) :
- Bombycilaena californica (Fisch. & C.A. Mey.) Smolj.
- Bombycilaena erecta Smoljan.

Selon EPPO Global Database et Plants of the World online (POWO) (14 novembre 2020) :
- Bombycilaena discolor (Pers.) M.Laínz
- Bombycilaena erecta (L.) Smoljan.

Selon Catalogue of Life (14 novembre 2020) :
- Bombycilaena californica
- Bombycilaena discolor
- Bombycilaena erecta